# Winna Góra (Garb Tarnogórski)

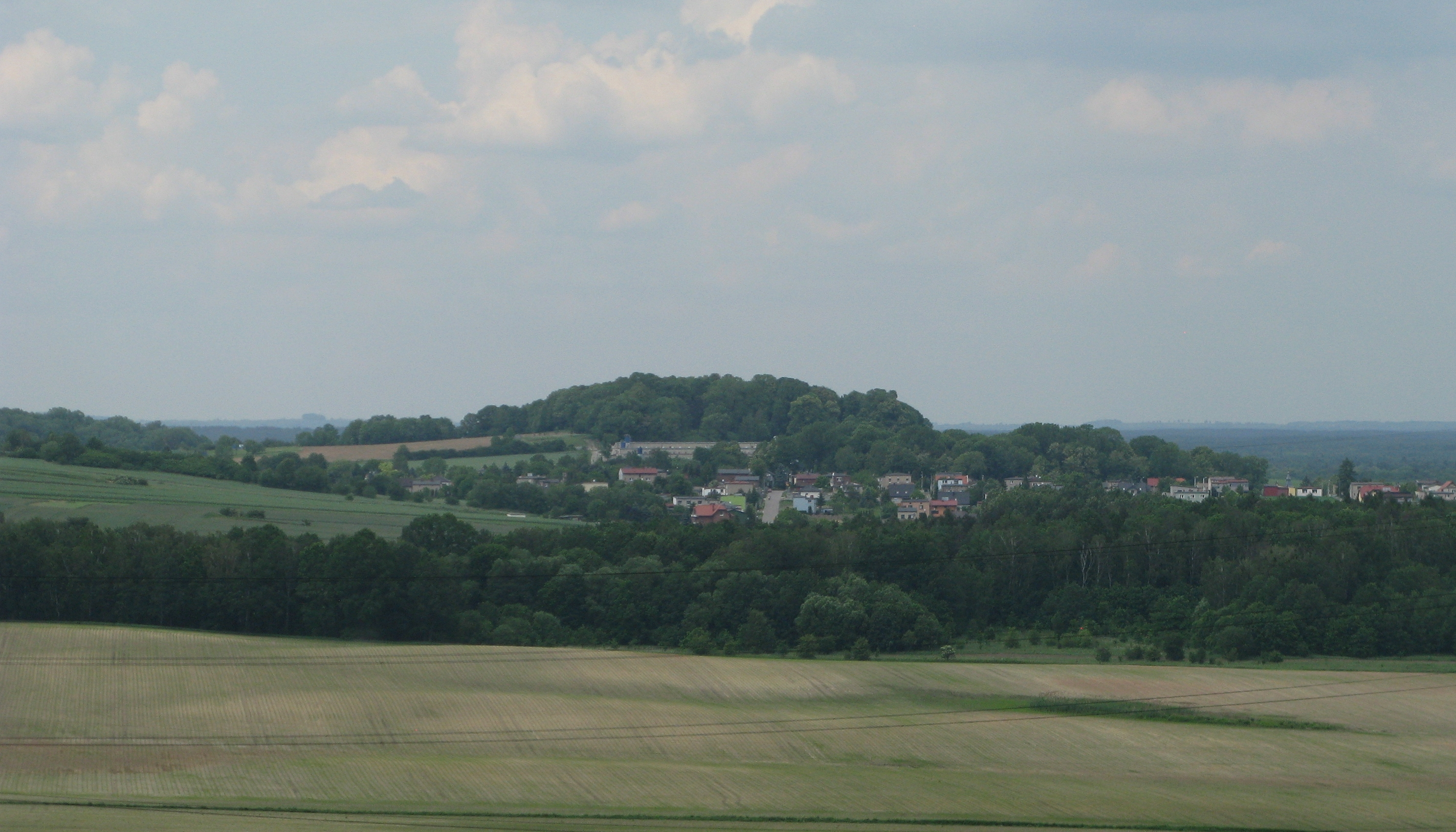
Winna Góra od strony południowej w 2018 roku

Winna Góra (niem. Weinberg; 349 m n.p.m.) – wzgórze na obszarze administracyjnym Piekar Śląskich, w ich północnej dzielnicy Kozłowa Góra. Jest najwyższym naturalnym wzniesieniem miasta.

## Położenie
Leży w północnej części Wyżyny Śląskiej, na terenie Płaskowyżu Tarnowickiego (wchodzącego w skład Garbu Tarnogórskiego), na zachód od doliny Brynicy, ok. 800 m na północny zachód od centrum zwartej zabudowy Kozłowej Góry.

## Nazwa
Nazwa pochodzi z początków XIX w., kiedy to ówczesny właściciel, graf Donnesmarck, na stokach wzgórza założył winnicę i próbował hodować tu winorośl (niestety, bez sukcesów).

## Przyroda i jej ochrona
Wzniesienie porośnięte jest z rzadka drzewami, których wiele egzemplarzy osiąga pomnikowe wymiary: lipy szerokolistne o obwodzie pnia 3-3,5 m, jesiony wyniosłe o obwodzie ponad 3,5 m, klony pospolite o obwodzie pnia 3 m. Szczytowe partie wzniesienia pokrywa rozległy kobierzec powojnika prostego. Teren posiada także interesującą awifaunę, w której występuje m.in. kilka gatunków sikor, kowalik, dzięcioł duży, piegża, cierniówka, kruk i jastrząb gołębiarz.
Winna Góra odznacza się znacznymi walorami przyrodniczo-krajobrazowymi. Postulowane jest objęcie jej ochroną w postaci użytku ekologicznego oraz ochrona poszczególnych egzemplarzy drzew jako pomników przyrody.